# Джейнуэй, Чарлз
Чарлз Олдерсон Джейнуэй, Мл. (англ. Charles Alderson Janeway, Jr.; 1943 — 2003) — американский иммунолог, создавший современную теорию врождённого иммунитета, член Национальной академии наук США, профессор Йельской школы медицины, исследователь Медицинского института Говарда Хьюза.
Джейнуэй известен прежде всего как основной автор учебника «Иммунобиология», ставшего базовым учебником по иммунологии для многих специалистов и переименованного в «Иммунобиологию по Джейнуэю» в память о нём при публикации 8-го (посмертного) издания. Он также является автором более 300 научных статей.

## Награды
- 2003 Cancer Research Institute (William B. Coley Award)
- 2001 American Association of Immunologists Lifetime Achievement Award
- The Avery-Landsteiner Award
- Bohmfalk Teaching Award, Yale University (1991)